# Флаг Южноуральска
Флаг муниципального образования Южноура́льский городской округ Челябинской области Российской Федерации — опознавательно-правовой знак, составленный и употребляемый в соответствии с вексиллологическими правилами, служащий символом города, единства его территории, населения, прав и самоуправления.
Флаг утверждён 26 сентября 2000 года и внесён в Государственный геральдический регистр Российской Федерации под номером 669, как флаг муниципального образования «Город Южноуральск». После муниципальной реформы 2006 года — флаг Южноуральского городского округа.

## Описание
«Флаг муниципального образования „Город Южноуральск“ представляет собой прямоугольное полотнище, с соотношением ширины к длине 2:3, разделённое на три полосы — красную, в 3/4 высоты полотнища, жёлтую в 1/20 и голубую в 1/6 и имеющее со свободного края широкую жёлтую полосу в 1/3 длины полотнища, поверх границ полос посередине полотнища изображены белые, с чёрными контурами, фигуры скачущей косули и под ней — двух шашек накрест, остриями вниз».

## Обоснование символики
За основу флага взят современный герб муниципального образования «Город Южноуральск».
На флаге города Южноуральска красный цвет символизирует энергию, которая даёт жизнь городу и огонь, который обжигающий фарфоровые изделия изумительной красоты и формы, выпускаемые на многих предприятиях города, а также это символ тепла, активности, мужества, праздника, красоты.
Южноуральский фарфор промышленного и бытового назначения, украшенный росписями по мотивам уральского сказочного края, отражён на флаге города в виде устремлённой к совершенству серебряной косули.
Жёлтые полосы показывают пересечение дорог, от которого началось строительство и развитие станицы Увельской, а позже — города Южноуральска.
Серебряные шашки клинками вниз означают, что поселение основано казаками и пришли они на эту землю не воевать, а защищать и созидать.
Голубая полоса отражает водохранилище, образованное на реке Увелька. Также голубой цвет в геральдике символизирует красоту, честь, славу, преданность, истину, добродетель и чистое небо.
Белый цвет (серебро) — символ чистоты, мудрости, благородства, мира, взаимосотрудничества.
Жёлтый цвет (золото) — символ прочности, величия, интеллекта, великодушия.